# Orléans (Weinbaugebiet)
Orléans ist ein Weinbaugebiet in Frankreich.
Es handelt sich um einen zirka 100 ha großen AOC-Bereich um die Stadt Orléans, im Département Centre an der Loire, unmittelbar im Knick, wo sich die Loire nach Westen wendet. Die Rebflächen liegen in der Region Centre-Val de Loire, im Département Loiret, und verteilen sich auf die Gemeinden Baule, Beaugency, Chécy, Cléry-Saint-André, Mardié, Mareau-aux-Prés, Meung-sur-Loire, Mézières-lez-Cléry, Olivet, Orléans, Saint-Ay, Saint-Hilaire-Saint-Mesmin und Saint-Jean-de-Braye.

## Geschichte
Es gibt Hinweise darauf, dass die Mönche der Abtei Saint-Mesmin de Micy im 6. Jahrhundert mit dem Weinbau begannen. Gregor von Tours erwähnt den Weinbau in seiner Historia Francorum ebenfalls.
Die in der Frühen Neuzeit bedeutende Weinregion verfügte im 17. Jahrhundert über eine bestockte Rebfläche von mehr als 30.000 ha. Zwischen Châteauneuf-sur-Loire im Osten und Beaugency im Westen wurde der Weinbau praktisch in Monokultur betrieben.
Verantwortlich für diese Entwicklung waren diverse Gründe: Im Jahr 1577 verfügte das Parlement von Paris, dass den Bewohnern von Paris lediglich der Ankauf von Wein erlaubt war, der mindestens 90 km von der Hauptstadt hergestellt wurde. Zwischen dem Orléanais und Paris gab es eine befestigte Straße, die der Wegführung der heutigen Route nationale 20 entsprach. Ferner wurde der Canal de Briare im Jahr 1642 für den Warenverkehr freigegeben und erleichterte den Transport zwischen Paris und der Loire wesentlich. Der stark erhöhte Verkauf von Wein aus der Region um Orléans führte zu einem Sinken der Qualität. Die Weine der Loire wurden auch im französischen Königshaus konsumiert. Im Jahr 1608 schrieb der Arzt Joseph Duchesne in seinem Werk „Pourtraict de la santé“, dass dem König Heinrich IV. eher Weine aus Coucy oder Ay zu servieren seien. Mit dieser Empfehlung wurde eine langsam einsetzende Krise eingeläutet.
Mit dem Bau der Eisenbahnanbindung nach Paris im Jahr 1853 begann die Region, ihren Wirtschaftszweig auf andere Bereiche zu verteilen. Mit dem Befall der Reben durch die Reblaus kam der Weinbau nahezu ganz zum Erliegen. Heute ist Orléans eine Industriestadt und Dienstleistungsmetropole.
Im Jahr 1946 wurde eine Herkunftsbezeichnung „Vins des Auvernats et Sauvignon de l’Orléanais et du Giennois“ eingerichtet. Einige Jahre später wurde dieser sperrige Name in „Vins de l’Orléanais“ geändert und als VDQS eingestuft. Dieses Gebiet ging später in den Weinbaugebieten Orléans, Orláns Cléry und Coteaux du Giennois auf.

## Weine
In der Wahl der Rebsorten wird der burgundische Einfluss etwas deutlicher als in den anderen Appellationen im Centre. Helle, duftige Rot- und Roséweine werden mehrheitlich aus Meunier, hier auch Gris-Meunier genannt, von den kieshaltigen Lagen bereitet, schaffen es aber kaum weiter als in die Hauptstadt. Als Nebensorten sind Pinot noir und Pinot gris zugelassen
Die wenigen Weißweine, die produziert werden, basieren auf Chardonnay (Anteil mindestens 60 %) und Pinot gris, hier auch Auvernat Blanc genannt, und fallen meist ausgesprochen leicht aus.
Orléans Cléry, ein noch kleinerer im Südwesten der Stadt liegender AOC-Bereich für Rotweine, basiert auf Cabernet Franc.